# Shiiba

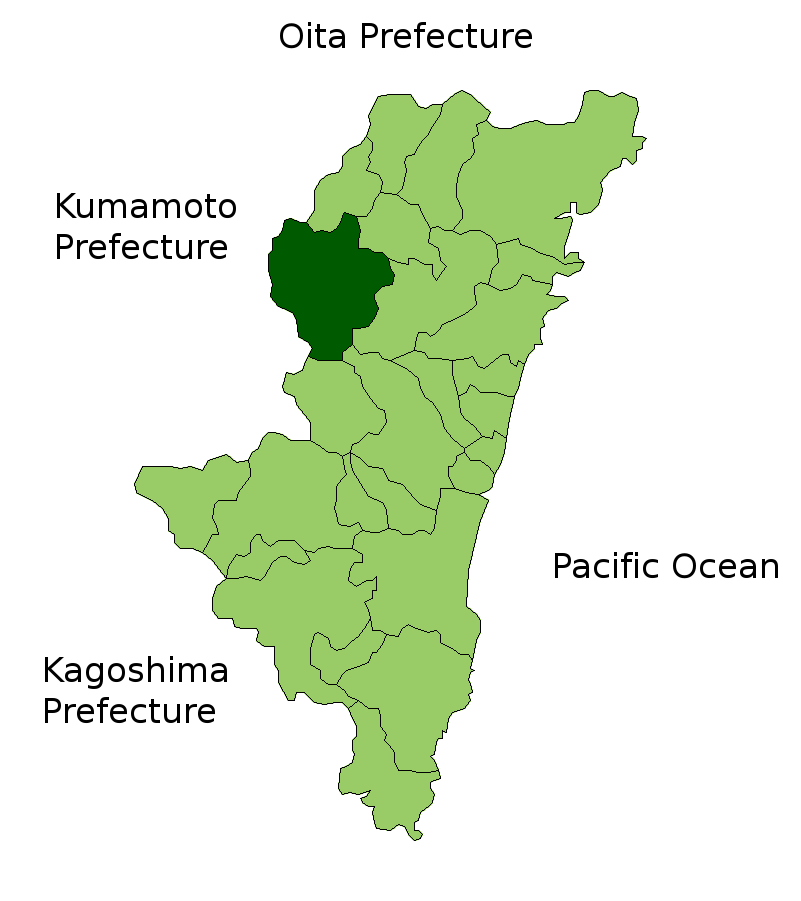
Shiiba dans la préfecture de Miyazaki.

Shiiba (椎葉村, Shiiba-son) est une ville située dans la préfecture de Miyazaki (district de Higashiusuki), sur l'île de Kyūshū, au Japon.

## Géographie

### Démographie
Le 1er avril 2008, Shiiba comptait 3 225 habitants répartis sur une superficie de 536,2 km2 (densité de population de 6 hab./km2).